# David Templeton
David Templeton (ur. 7 stycznia 1989 w Glasgow) – szkocki piłkarz występujący na pozycji napastnika.

## Kariera
Piłkarz profesjonalną karierę piłkarską rozpoczął w klubie Stenhousemuir w 2005. W 2007 za 30 000 funtów został sprzedany do Heart of Midlothian. W 2008 przebywał na wypożyczeniu w Raith Rovers, po czym powrócił do Hearts. Następnie występował w zespołach Rangers, Hamilton oraz Burton Albion.
Templeton jest byłym reprezentantem Szkocji do lat 19.